# Faces of Gore
Faces of Gore ist eine amerikanische Mondo-Filmreihe des Regisseurs Todd Tjersland aus dem Jahr 1999. Ein Jahr später erschienen zwei Nachfolger sowie ein „Best of“.

## Inhalt
Im Film werden laut Regisseur und Produzent Todd Tjersland ausschließlich reale Aufnahmen von Autounfällen, Selbstmorden und Morden gezeigt, die von Polizei, Notärzten und Fernsehteams gefilmt wurden. Diese werden von einem zynischen Kommentar des fiktiven US-amerikanischen Pathologen Dr. Vincent van Gore begleitet und streckenweise mit eigens komponierten Musikstücken verschiedenster Musikstile untermalt. Abschließend werden zum Vergleich Szenen aus dem Splatterfilm The Necro Files gezeigt.

## Veröffentlichung
Die gesamte Filmreihe wurde in den USA durch den Verlag Astaroth Entertainment auf VHS und DVD veröffentlicht, die ebenfalls den am Ende des ersten Teils erwähnten Film The Necro Files herausgebracht hat.
In Deutschland erschien Teil 1 ungeprüft in einer leicht gekürzten Version auf VHS über die Firma Bad Boy Movies, wobei die Änderungen sich hier größtenteils auf Abmilderung des pietätlosen Tenors sowie auf digitale Retusche, die ebenfalls hierzu beiträgt, beziehen. Ebenso fehlt die komplette Vorschau auf den Film The Necro Files. Diese Version wurde am 29. Mai 2000 durch das Amtsgericht Bochum nach § 131 StGB bundesweit beschlagnahmt.
Wenig später erschien über das Label Terror Vision eine ungeprüfte DVD, die den Film ungekürzt in deutscher Sprache bietet. Laut Cover stammt diese Version aus Großbritannien und trägt eine BBFC18-Freigabe. Diese Freigabe ist allerdings niemals durch die BBFC erfolgt, zumal der Film allein aufgrund seiner Grundhaltung ohnehin keine Chancen hätte, die britischen Freigabebehörden überhaupt zu passieren. Diese Version jedenfalls stammt aus Deutschland und ist bisher weder indiziert noch beschlagnahmt worden. Aufgrund der Beschlagnahme einer inhaltsgleichen Version gilt die DVD allerdings automatisch als indiziert.
Teil 2 erschien in Deutschland gar nicht erst ungekürzt, sondern in einem Double-Feature mit Teil 1, welches erst 30 Minuten ausgewählter Szenen des ersten Teils bietet (hauptsächlich aus der "Crash Section") und dann 70 Minuten des zweiten Teils anschließt, wobei alle Aufnahmen von Mordopfern getilgt worden sind und sich das Ganze nunmehr nur noch auf Unfälle und Selbstmorde reduziert. Diese Version erschien in Deutschland über Bad Boy Movies auf DVD und VHS (jeweils ungeprüft), wobei sich das Label im Vorfeld über die nötigen Modifikationen für eine legale Veröffentlichung nach Beschlagnahme des ersten Teils erkundigt hatte. Ergebnis war die Löschung der oben erwähnten "Murder Section". Diese Version wurde auf VHS am 31. Oktober 2002 von der BPjM indiziert, aber nicht beschlagnahmt.
Teil 3 erschien bisher, wie auch das Best Of, lediglich in den USA.